# محمد آباد (قلعة خواجة)
محمد آباد (بالفارسية: محمدآباد) هي منطقة سكنية تقع في إيران في قسم قلعة خواجة الريفي. يقدر عدد سكانها بـ 362 نسمة بحسب إحصاء 2016.